# Åke Hovgard

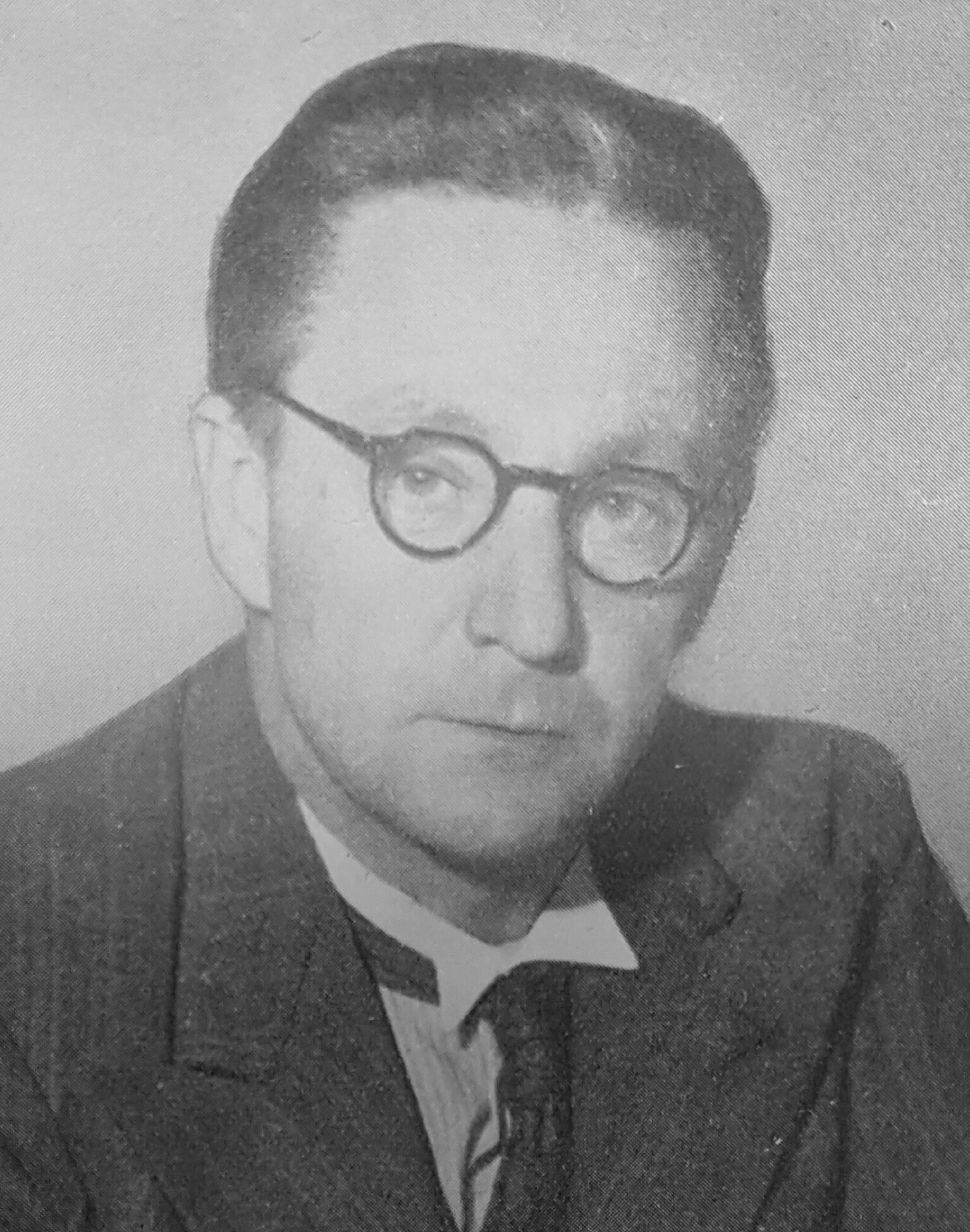
Åke Hovgard

Ture Åke Hovgard, född 13 mars 1896 i Kviinge församling, Kristianstads län, död 10 februari 1959 i Visby, var en svensk direktör och landshövding. Han var far till Gunnar Hovgard.
Hovgard var direktör vid Bollerups lantbruksinstitut 1928-1951, ledamot av livsmedelskommissionen från 1941 där han efterträdde Bo Hammarskjöld som ordförande 1945. Han var landshövding i Gotlands län från 1951 till sin död.